# Ürömfajd

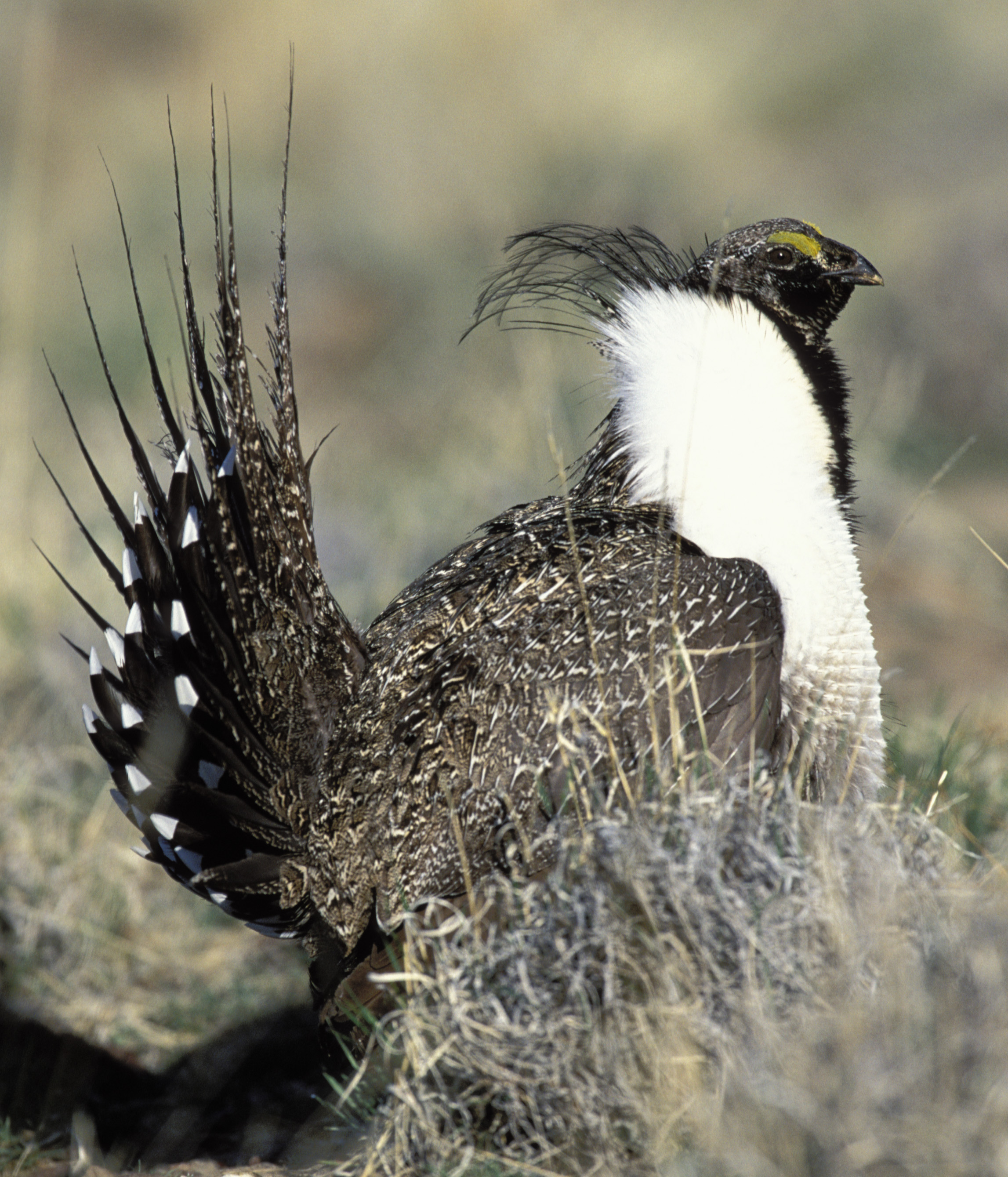

Az ürömfajd (Centrocercus urophasianus) a madarak (Aves) osztályának tyúkalakúak (Galliformes) rendjébe és a fácánfélék (Phasianidae) családjába tartozó faj.

## Előfordulása
Észak-Amerika nyugati, még nem tengerparti részén honos. A zsályacserjéseket kedveli.

## Alfajai
- Centrocercus urophasianus phaios
- Centrocercus urophasianus urophasianus

## Megjelenése
A kakas testhossza 80 centiméter, a tyúké 75 centiméter. Testtömege 1,5–3,6 kilogramm, testtömege nyáron a legnagyobb. A kakasnak hosszú bóbitája, nyakán és mellén felborzolható dísztollai és tüskeszerűen felállítható faroktollai vannak. A tyúk egyszerű barnás színezetű.
Hangosan, ügyetlenül repül.
|  |  |

## Életmódja
A zsályacserje leveleivel és rovarokkal táplálkozik. Az ürömfajd 5 évig él.

## Szaporodás
Az ivarérettséget egyéves korban éri el. A dürgésre február–április között kerül sor.
A dürgés idejére egy madár sem változtatja meg annyira a külsejét, mint az ürömfajd.
A hím a kiterjesztett farkát magasra kifeszíti, s így a farok hosszú, hegyes tollai tüskekoszorú módjára merednek fel. Ugyanakkor a szárnyát pajzsszerűen előretartja, nyelőcsövét pedig felfújja. A kakas a nyelőcsövét az eredeti méretének huszonötszörösére tudja tágítani. Legjobban fehér tollas torokzacskóját fújja fel, amelyen két csupasz, olajzöld mező van.
A társas dürgés közben a kakasok lágy, mélyen gurgulázó hangot hallatnak.
Fészkét talajra készíti. A fészekalj általában 8–14 tojásból áll, melyen 40 napig kotlik a tojó.